# Bogdan Ditrich
Bogdan Ditrich, slovenski kemik, * 29. november 1910, Postojna, † 27. marec 1984, Ljubljana.

## Življenje in delo
Doktoriral je 1934 v Bologni iz industrijske kemije. V letih 1936−1944 je bil zaposlen na inštitutu za industrijsko raziskovanje v Milanu. Leta 1944 se je pridružil partizanom. Po osvoboditvi je bil sprva direktor tovarne Pinus v Račah, nato je delal na Ministrstvu za industrijo in rudarstvo Slovenije in Zavodu za industrijska raziskovanja v Ljubljani (1947-1951). Leta 1951 je postal predavatelj, nato docent in izredni profesor za gozdarsko in lesno kemijsko tehnologijo na Biotehniški fakulteti v Ljubljani (1962-1977). V raziskovalnem delu se je posvetil zaščiti vgrajenega lesa pred rastlinskimi boleznimi, škodljivci in požari ter o tem objavil več strokovnih razprav in priročnikov.